# Gianni Ambrosio
(Gianni Ambrosio)
Gianni Ambrosio (Santhià, 23 dicembre 1943) è un vescovo cattolico italiano, dal 16 luglio 2020 vescovo emerito di Piacenza-Bobbio.

## Biografia
Nasce a Santhià, provincia ed arcidiocesi di Vercelli, il 23 dicembre 1943.

### Formazione e ministero sacerdotale
Compie gli studi di teologia nel seminario minore e poi in quello maggiore di Vercelli.
Il 7 luglio 1968 è ordinato presbitero dall'arcivescovo Albino Mensa per l'arcidiocesi di Vercelli.
A Parigi nel 1970, presso l'Institut catholique, consegue la licenza in scienze sociali, e nel 1972 presso l'école pratique des hautes études della Sorbona ottiene il diploma di specializzazione in sociologia della religione. Nel 1995 consegue la laurea in sacra teologia a Roma, corrispondente ad un dottorato di Ricerca, presso la Pontificia Università Lateranense.
Tornato nella sua arcidiocesi, è assistente spirituale delle ACLI, della FUCI e dell'AGESCI vercellesi. Dal 1974 al 1988 è insegnante di religione e vicario parrocchiale nelle parrocchie di Santhià e di Moncrivello e dal 1974 è professore ordinario di teologia pastorale e sociologia presso la Facoltà teologica dell'Italia settentrionale di Milano.
Dal 1988 al 2001 è parroco della parrocchia di San Paolo in Vercelli e in contemporanea è direttore del Corriere Eusebiano, il settimanale diocesano di Vercelli, dal 1993 al 2001. Durante questi incarichi, nel 1996, è nominato prelato d'onore di Sua Santità.
Nel gennaio 2001 il Consiglio Permanente della Conferenza Episcopale Italiana lo nomina assistente ecclesiastico generale dell'Università Cattolica del Sacro Cuore, incarico confermato ad quinquennium nel gennaio 2006.
Al momento della nomina episcopale è consulente dell'Ufficio nazionale del progetto culturale orientato in senso cristiano e consulente ecclesiastico dell'Unione editori e librai cattolici italiani. È consigliere nazionale del Gruppo di ricerca e informazione socio-religiosa (GRIS), membro del comitato scientifico internazionale del Centro studi sulle nuove religioni (CESNUR), del comitato scientifico del bimestrale Vita e pensiero e del comitato direzionale della Rivista del clero italiano. È autore di molte opere, tra cui numerose voci della Enciclopedia del Cristianesimo. Storia e attualità di 2000 anni di speranza, un'opera che ha riunito circa novanta esperti tra cui i cardinali Carlo Maria Martini, Camillo Ruini e Joseph Ratzinger. Nel corso degli anni si è espresso più volte riguardo alla modernità e allo stato del cristianesimo, alle sette religiose, all'anima religiosa dell'Europa, al ruolo dell'università, al tema dell'integrazione ed al Concilio Vaticano II.

### Ministero episcopale

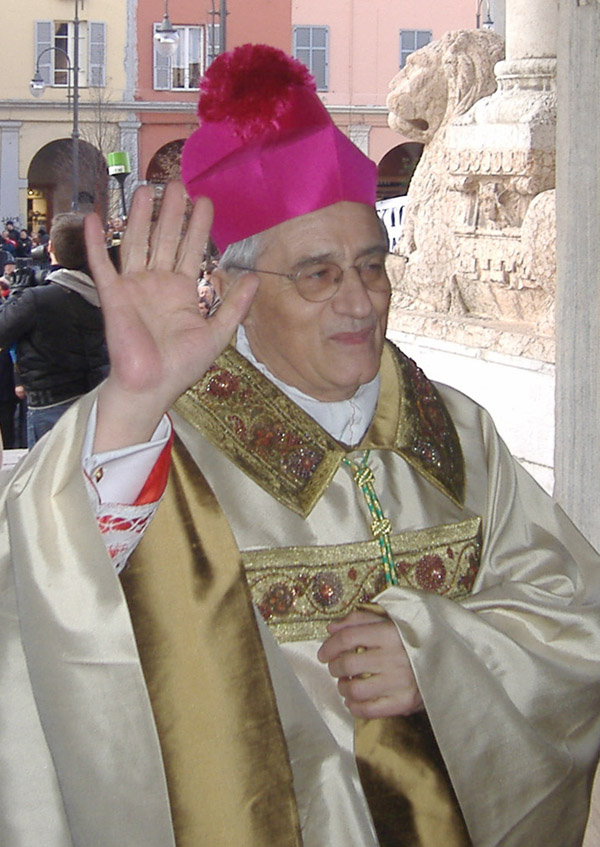
Mons. Ambrosio durante la sua ordinazione episcopale, il 16 febbraio 2008.

Il 22 dicembre 2007 papa Benedetto XVI lo nomina vescovo di Piacenza-Bobbio; succede a Luciano Monari, precedentemente nominato vescovo di Brescia. Il 16 febbraio 2008 riceve l'ordinazione episcopale, nella cattedrale di Piacenza, dal cardinale Tarcisio Bertone, co-consacranti l'arcivescovo Enrico Masseroni ed il vescovo Luciano Monari. Durante la stessa celebrazione prende possesso della diocesi, mentre il 24 febbraio successivo fa il suo ingresso nella concattedrale di Bobbio.
Dal 22 marzo 2012 all'8 marzo 2018 ricopre il ruolo di vicepresidente della Commissione delle conferenze episcopali della Comunità Europea.
Presso la conferenza episcopale dell'Emilia-Romagna è delegato per l'educazione cattolica, cultura, scuola ed università.
L'11 febbraio 2018, in occasione del decimo anniversario dell'ordinazione episcopale, dedica il nuovo altare maggiore e inaugura la nuova cattedra episcopale nel duomo di Piacenza.
Il 22 novembre seguente comunica al consiglio presbiterale diocesano di aver presentato a papa Francesco la lettera di dimissioni, in vista del compimento del 75º anno di età, ma il 9 gennaio 2019 il nunzio apostolico in Italia Emil Paul Tscherrig gli comunica l'intenzione del papa di confermarlo alla guida della diocesi donec aliter provideatur per almeno un anno.
Il 23 novembre 2018, in concomitanza con le celebrazioni in onore di san Colombano, annuncia la conferma dell'uso del titolo di abate di San Colombano per i vescovi di Piacenza-Bobbio, dopo che l'iter iniziato il 1º marzo 2018 presso la Congregazione per i vescovi, previo il parere della Segreteria di Stato della Santa Sede, ha dato esito favorevole il 24 settembre dello stesso anno.
Il 16 luglio 2020 papa Francesco accoglie la sua rinuncia, presentata per raggiunti limiti di età; gli succede Adriano Cevolotto, fino ad allora vicario generale di Treviso. Rimane amministratore apostolico della diocesi fino all'ingresso del successore, avvenuto l'11 ottobre seguente. Da vescovo emerito risiede in un appartamento della curia di Piacenza.
Il 15 gennaio 2021 è nominato amministratore apostolico di Massa Carrara-Pontremoli, dopo le dimissioni per motivi di salute del vescovo Giovanni Santucci; ricopre tale ufficio fino al 22 maggio 2022, giorno dell'ingresso in diocesi del nuovo vescovo Mario Vaccari.

## Genealogia episcopale e successione apostolica
La genealogia episcopale è:
- Cardinale Scipione Rebiba
- Cardinale Giulio Antonio Santori
- Cardinale Girolamo Bernerio, O.P.
- Arcivescovo Galeazzo Sanvitale
- Cardinale Ludovico Ludovisi
- Cardinale Luigi Caetani
- Cardinale Ulderico Carpegna
- Cardinale Paluzzo Paluzzi Altieri degli Albertoni
- Papa Benedetto XIII
- Papa Benedetto XIV
- Cardinale Enrico Enriquez
- Arcivescovo Manuel Quintano Bonifaz
- Cardinale Buenaventura Córdoba Espinosa de la Cerda
- Cardinale Giuseppe Maria Doria Pamphilj
- Papa Pio VIII
- Papa Pio IX
- Cardinale Gustav Adolf von Hohenlohe-Schillingsfürst
- Arcivescovo Salvatore Magnasco
- Cardinale Gaetano Alimonda
- Cardinale Agostino Richelmy
- Vescovo Giuseppe Castelli
- Vescovo Gaudenzio Binaschi
- Arcivescovo Albino Mensa
- Cardinale Tarcisio Bertone, S.D.B.
- Vescovo Gianni Ambrosio

La successione apostolica è:
- Vescovo Mario Vaccari, O.F.M. (2022)

## Opere
- Gianni Ambrosio e altri, Per una pastorale che si rinnova, Leumann, Elle Di Ci, 1981, ISBN 978-8801147070.
- Gianni Ambrosio, Chiesa e mondo in dialogo: dal modello conciliare ai programmi pastorali della CEI, stampa, 1983.
- Giuseppe Angelini e Gianni Ambrosio, Laico e cristiano: fede e le condizioni comuni del vivere, Genova, Marietti, 1987, ISBN 978-8821167898.
- Gianni Ambrosio e altri, Comunicazione e ritualita : la celebrazione liturgica alla verifica delle leggi della comunicazione, Padova, Messaggero, 1988, ISBN 978-8870267860.
- Gianni Ambrosio e altri, Chiesa e parrocchia, Rivoli, Elle Di Ci, 1989, ISBN 9788801110975.
- Gianni Ambrosio e altri, La dottrina sociale della Chiesa, Milano, Glossa, 1989, ISBN 978-8871050065.
- Gianni Ambrosio e altri, Percorsi di chiese : un cammino pastorale : Milano 1980-1990, Milano, Ancora, 1990, ISBN 978-8876103452.
- Gianni Ambrosio, Da cristiani nella società: la questione sociale in provincia di Vercelli, Vercelli, Edizioni della Sede provinciale delle A.C.L.I., 1991.
- Gianni Ambrosio e altri, Messaggi alle chiese : le parole forti del postconcilio, Milano, Ancora, 1992, ISBN 978-8876104251.
- Gianni Ambrosio e altri, Cristianesimo e religione, Milano, Glossa, 1992, ISBN 978-8871050164.
- Gianni Ambrosio e altri, Parrocchia e dintorni : tracce per una riflessione pastorale, Milano, Ancora, 1993, ISBN 978-8876104541.
- Gianni Ambrosio e altri, La carità e la Chiesa: virtù e ministero, Milano, Glossa, 1993, ISBN 978-8871050249.
- Gianni Ambrosio e altri, Nuove ritualità e irrazionale : come far rivivere il mistero liturgico, Padova, Messaggero, 1993, ISBN 978-8825003765.
- Gianni Ambrosio e altri, La chiesa e il declino della politica, Milano, Glossa, 1994, ISBN 978-8871050379.
- Gianni Ambrosio e Luigi Zai, Gioventù virtuale: indagine sui giovani vercellesi dai 17 ai 24 anni, Vercelli, 1994, SBN AQ10018673.
- Gianni Ambrosio e altri, La formazione della coscienza morale, Roma, AVE, 1995, ISBN 978-8880650508.
- Gianni Ambrosio e altri, L'omelia : un messaggio a rischio, Padova, Messaggero, 1996, ISBN 978-8825005738.
- Gianni Ambrosio e altri, Il vangelo della carità chiama i giovani, Milano, Ancora, 1996, ISBN 978-8876105784.
- Gianni Ambrosio e altri, La Chiesa e i media, Milano, Glossa, 1996, ISBN 978-8871050621.
- Gianni Ambrosio e altri, Le sette religiose, Milano, Ancora, 1996, ISBN 978-8876105661.
- Enciclopedia del cristianesimo : storia e attualità di 2000 anni di speranza, Novara, Istituto geografico De Agostini, 1997, ISBN 978-8841544549.
- Gianni Ambrosio e altri, Il primato della formazione, Milano, Glossa, 1997, ISBN 978-8871050775.
- Gianni Ambrosio e altri, Apocalittica e liturgia del compimento, Padova, Messaggero, 2000, ISBN 978-8825009248.
- Gianni Ambrosio e altri, Il progetto culturale della Chiesa italiana e l'idea di cultura, prefazione di Camillo Ruini, Milano, Glossa, 2000, ISBN 978-8871051215.
- Gianni Ambrosio e altri, Genitori e figli nella famiglia affettiva, Milano, Glossa, 2002, ISBN 978-8871051505.
- Gianni Ambrosio e altri, Fede cristiana e diversità religiosa, Bergamo, Litostampa, 2003.
- Gianni Ambrosio e altri, La democrazia in questione: politica, cultura e religione, Milano, Glossa, 2004, ISBN 978-8871051789.
- Gianni Ambrosio, L'avventura entusiasmante dell'Università Cattolica : pellegrinaggio alle origini, Milano, V&P, 2006, ISBN 978-8834314166.